# Lalibela
Cette page contient des caractères éthiopiques. En cas de problème, consultez Aide:Unicode ou testez votre navigateur.

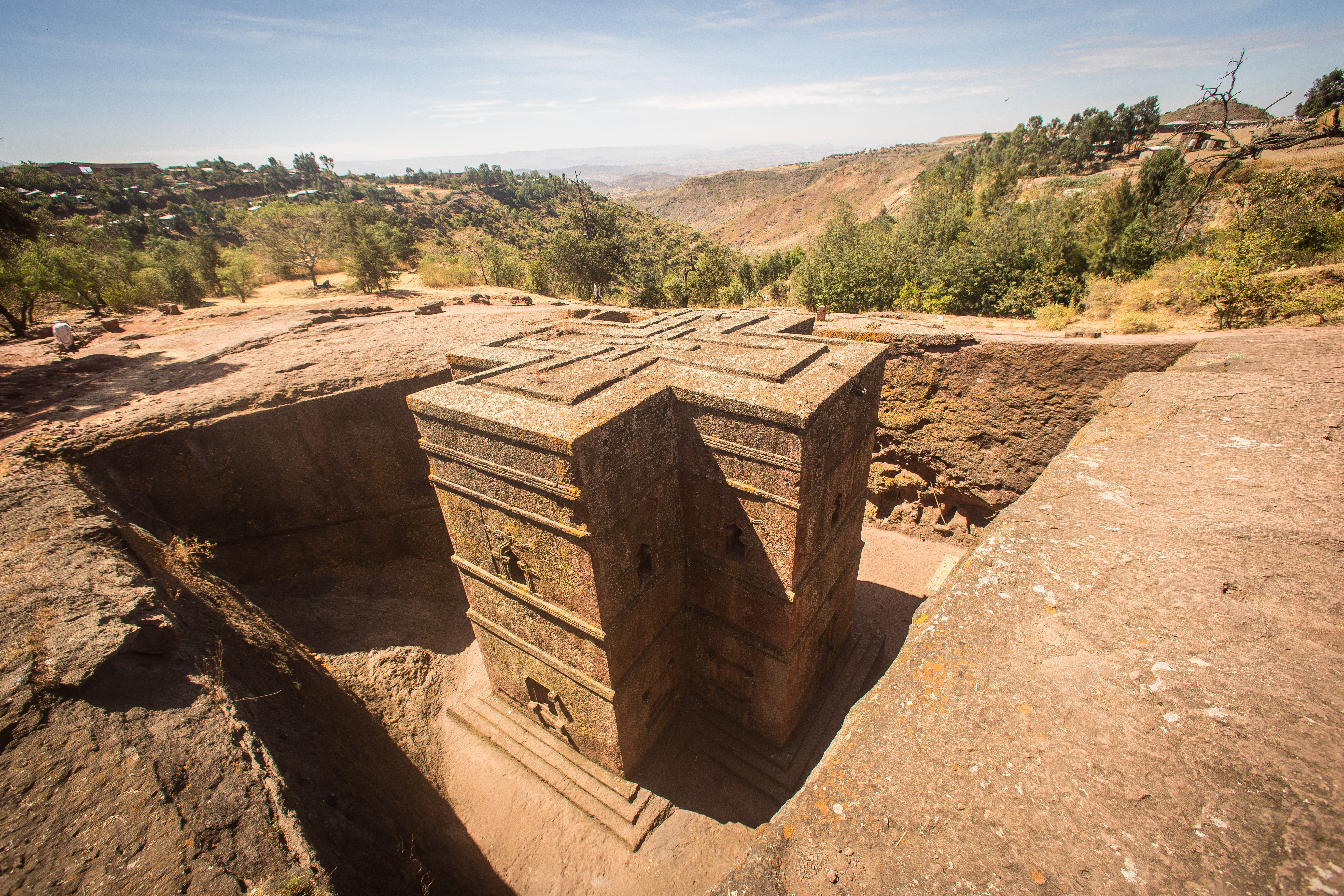
Église Saint-Georges de Lalibella.

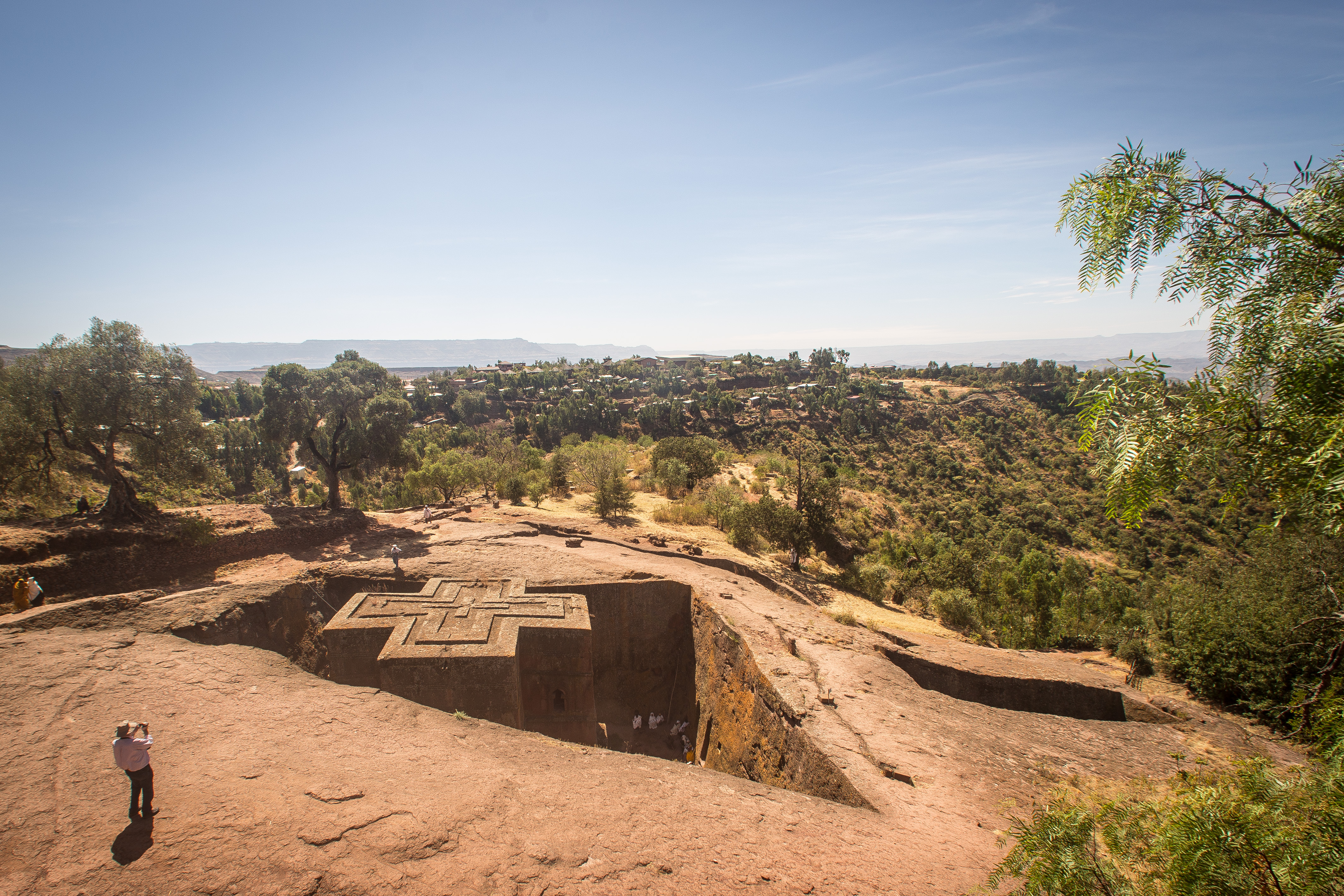
Église Saint-Georges de Lalibella, vue large.

Lalibela (en alphasyllabaire guèze : ላሊበላ) est une cité monastique située à 2 630 m d'altitude sur le flanc sud-ouest des monts de l'ancienne province du Lasta, dans l'actuelle région Amhara en Éthiopie, à 500 km de la capitale, Addis-Abeba. Lalibela est le plus grand site chrétien d’Afrique. Sa renommée s'explique par la présence de onze églises taillées dans la roche sous ordre du roi Gebre Mesqel Lalibela (1172-1212), canonisé par l'Église éthiopienne. 
Ville sainte des chrétiens orthodoxes d'Éthiopie, elle reste célèbre pour ses onze églises monolithes médiévales. Elles sont creusées sous le niveau du sol, dans la roche sur plusieurs dizaines de mètres de profondeur et d’un seul bloc, notamment Bete Amanuel, sculptée sur trois niveaux, Bete Abba Libanos, attachée au rocher par son toit ou encore Medhane Alem, la plus vaste église monolithique au monde. 
Le site a été classé au patrimoine mondial de l'UNESCO en 1978.

## Histoire
L'Éthiopie est l’un des premiers pays africains à avoir été christianisé au IVe siècle sous le régime du roi Aksoum, qui fonda un grand empire chrétien. Mais au VIIe siècle, l’islamisation du bassin de la mer Rouge entraîna son déclin. À la fin du XIIe siècle, la ville fut appelée Roha (Ge'ez : ሮሃ) lors de sa fondation par une nouvelle dynastie, la dynastie des Zagwés, qui avait choisi de faire de cette ville sa résidence et la capitale de l'Empire. Cette nouvelle dynastie est solide et capable de reconstruire un royaume chrétien puissant. C’est une véritable renaissance. Les rois Zagwés sont venus au XIIIe siècle sur cette terre païenne dans un esprit de conquête pour asseoir leur pouvoir. Comme le dit la chercheuse Marie-Laure Derat : « Les rois Zagwés [voulaient] qu’on les identifie à l’empire aksoumite, connu pour avoir été un royaume chrétien très puissant. Quand les Zagwés [sont arrivés] dans la région de Lalibela, ils [voulurent] montrer qu’ils [étaient] une dynastie très religieuse et que leur arrivée au pouvoir [allait] engendrer la renaissance du christianisme », religion dont les traces antérieures apparaissent notamment en périphérie des églises, où se trouvait un ancien cimetière, sur lequel sont aujourd’hui installées des maisons. Les archéologues y ont découvert que les tombes les plus anciennes dataient du XIe siècle. Ces tombes étaient orientées la tête au nord, comme le font les païens à l’époque. En revanche, les sépultures plus tardives, à partir du XIIIe siècle, sont orientées la tête à l’ouest selon la tradition chrétienne. Les archéologues en ont conclu que les populations qui vivaient dans ces montagnes reculées avaient été christianisées au XIIIe siècle par les rois Zagwés, dont le fameux Lalibela. 
En raison de l'expansion de l'islam, il était de plus en plus difficile pour les pèlerins chrétiens éthiopiens de se rendre à Jérusalem. C'est pourquoi, le roi Gebre Meskel estima qu'il était nécessaire de faire construire un sanctuaire directement dans la ville. Cette nouvelle Jérusalem aurait également son Jourdain et son mont Sinaï, d'autres noms bibliques de lieux sont également repris.
Lors de la guerre du Tigré et ses suites, la ville se retrouve prise dans les combats. Après avoir été conquise par les miliciens Fano (amhara) le 8 novembre 2023, elle est reprise par l'armée fédérale éthiopienne le lendemain. Les combats n'ont pas endommagé les onze églises du site historique.

## Construction des églises
Pour vérifier si le roi Lalibela fut bien le commanditaire de ces églises, Marie-Laure Derat a étudié celle de Bete Gebriel-Rufael, ancien bâtiment visiblement excavé par les païens puis transformé en église. L'archéologue de dire: « Comme tu peux le voir ici, on a trois fenêtres qui ont été percées en regardant vers l’est, pour que la lumière du soleil levant entre dans la chapelle et donc c’est la création de ces fenêtres qui permet la création d’une chapelle et donc la transformation en quelque chose de chrétien. » Car toutes les chapelles chrétiennes doivent avoir des fenêtres à l’est.
Lorsqu’il s’agissait, non pas de transformation, mais d’une nouvelle construction, les ouvriers de l’époque ne taillaient pas de gros blocs correspondant au volume de l’église, qu’ils évidaient et taillaient ensuite. Au contraire, ils façonnaient chaque détail au fur et à mesure de la descente dans la roche. Ils creusaient et sculptaient l’intérieur et l’extérieur en même temps, en évacuant les gravats par les fenêtres. Tous les travaux ont été faits avec des outils assez simples comme des piques et des marteaux. Rien n’était construit en hauteur mais tout était creusé. Les ouvriers dégageaient du rocher des piliers rectilignes avec des chapiteaux, des arches et des fenêtres décorées, avec un style particulier.

## Préservation et mise en valeur
Certaines églises sont encore en activité mais la dégradation du site par l'érosion naturelle a obligé, dans un premier temps, à construire des abris échafaudés et recouverts de tôles ondulées. En 2001, l'UNESCO lance un concours afin de concevoir une protection plus esthétique. Ce sont les architectes italiens Claudio Baldisserri (architecte en chef), Lorenzo Sarti et Aldo Aymonino qui remportent le marché avec la conception de toits inclinés soutenus par des piliers.
Les protections sont construites à partir de 2004. Cependant, elles ne font pas l'unanimité et les travaux, qualifiés de « pharaoniques » par l'anthropologue et architecte italien Franco La Cecla, auraient produit des structures « aux allures de station service » qui menaceraient aujourd'hui de s'effondrer.

## Les fouilles archéologiques

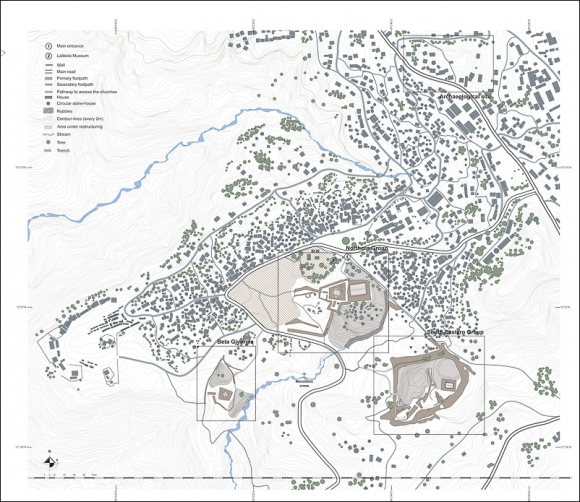
Cartographie du site de Lalibela.

Malgré le fait que le site de Lalibela était réputé impossible à fouiller, des archéologues relèvent le défi pour la première fois en 2009. Depuis, ils cohabitent avec les pèlerins un mois par an, afin de poursuivre leurs recherches. Marie-Laure Derat est l’archéologue qui codirige ce chantier de fouilles.
Avec son équipe, elle a commencé par cartographier le site, pour déterminer les lieux où ils allaient fouiller. Ils ont mis en évidence trois grands groupes d’églises. Au nord, se trouve la gigantesque Medhane Alem ainsi que cinq autres églises. À l’est, un autre groupe de cinq églises dont la splendide Bete Amanuel. Et enfin, isolée à l’ouest, Bete Giyorgis, l’emblème du site en forme de croix.
Les églises sont creusées dans le rocher, si bien que les niveaux les plus récents se trouvent en bas du rocher tandis que le haut, au niveau du sol, correspond au niveau le plus ancien, c'est-à-dire le contraire d'une fouille archéologique classique. C’est donc une stratigraphie inversée. Pour dater la construction de ce site, il fallait donc fouiller la partie la plus ancienne, c’est-à-dire les toits des églises. Mais, en pierre, ils n’offraient aucun indice chronologique. Marie-Laure Derat et son équipe ont donc décidé de fouiller un peu plus loin dans les déblais de creusement des églises et ont mis au jour un mur en pierre de taille qu’ils ont pu dater au carbone 14, grâce à un fragment de charbon de bois. De plus, il n’y avait aucune documentation écrite qui permettait de comprendre la méthodologie utilisée pour excaver les églises. Les archéologues ont donc fait appel à l’archéologie expérimentale, afin de décrypter les traces d’outils. En 2012, Antoine Garric, un tailleur de pierres professionnel, a testé différents types d’outils et répertorié les traces qu’ils ont laissées dans la pierre de Lalibela. Il en a conclu que seuls des outils très simples avaient été utilisés, comme des piques et des marteaux.
En étudiant les qualités de la roche, les archéologues ont ensuite fait une découverte : tendre à la taille, cette roche de la scorie basaltique se durcit au contact de l’air libre. Au contact de l’eau, elle change totalement de consistance. En effet, lorsque la roche baigne dans l’eau, elle se transforme en boue. Il y avait donc, dans les cours des églises, des flaques immenses et il a fallu faire en sorte qu’elles disparaissent, en drainant l’eau, la faisant s’évacuer et surcreusant pour trouver de la roche saine à nouveau. C’est ce qu’on appelle le phénomène de la goutte d’eau. Par la simple chute d’une goutte et de ses projections, les piliers ont été totalement érodés à leur base. Les ouvriers ont donc abaissé le niveau du sol une première fois pour atteindre la roche saine qui n’a pas été altérée par l’eau. Mais l’érosion a à nouveau fait son œuvre. Après un effondrement, ils ont creusé une deuxième fois, puis une troisième, jusqu’à atteindre le niveau de sol actuel. Cette découverte a permis d’affirmer que certaines églises ont été remaniées bien après le règne de Lalibela.

## La légende de Lalibela
Selon la légende, au XIIIe siècle, le roi Lalibela reçut la mission divine d’édifier dix églises d’une seule pierre. Pour ce faire, il reçut l’aide des anges qui aidaient les ouvriers pendant la journée et continuaient pendant la nuit. Ainsi le site est né et reçut le nom du roi fondateur, Lalibela. Dans une des églises se trouve un autel qui porte une inscription en guèze, la langue liturgique éthiopienne. Il y est écrit « Ange Gabriel, intercède pour moi et donne-moi, en partage, ton royaume. Pour moi, ton serviteur, le pécheur est fautif. Lalibela. Amen. » C’est une dédicace, une prière que le roi Lalibela adresse à l’archange Gabriel en lui dédiant cet autel. Dans la même église se trouvait un manuscrit sur lequel figurait une donation du roi Lalibela pour l’entretien du clergé des églises. Il est donc à la fois le commanditaire et le bienfaiteur de toutes ces églises. Il n’a pas seulement transformé d’anciens bâtiments en églises, il en a aussi créées de toutes pièces, comme par exemple Bete Giyorgis.
C’est à Bete-Gologota que se trouve aujourd’hui le tombeau du roi. Derrière un rideau, la tombe du roi est une relique bien gardée. Seul le prêtre responsable de cette église y a accès. Mais quelques photos ont été prises par un architecte de L’UNESCO dans les années 1960. On y voit un gisant représentant le Christ, surmonté d’archanges. Le tombeau de Lalibela se trouverait à côté, mais n’est pas visible. Seule une description a été écrite au XVIe siècle par le Père Francisco-Alvarez, évoquant une crypte creusée dans le sol et recouverte d’une pierre. Les pèlerins, mais aussi de nombreux chrétiens, viennent jusque-là pour recevoir un peu de poussière sacrée de la tombe de Lalibela. Elle est donnée de la main du prêtre, qui est le seul à pouvoir la distribuer. Cette poudre a la vertu de soigner les malades qui ont la foi. Le roi Lalibela est reconnu comme saint par l’église éthiopienne depuis la fin du XVe siècle. C’est la raison pour laquelle la poussière de sa tombe permet de faire des miracles. La dynastie régnante de l’époque a fait en sorte que le culte du roi Lalibela se développe et a utilisé d’une certaine manière ce culte pour élever l’image de la royauté éthiopienne en général. Chaque année, des dizaines de milliers de pèlerins viennent de tout le pays pour honorer sa mémoire et célébrer les grandes fêtes chrétiennes orthodoxes et parfois se faire enterrer au plus près de ce roi légendaire.

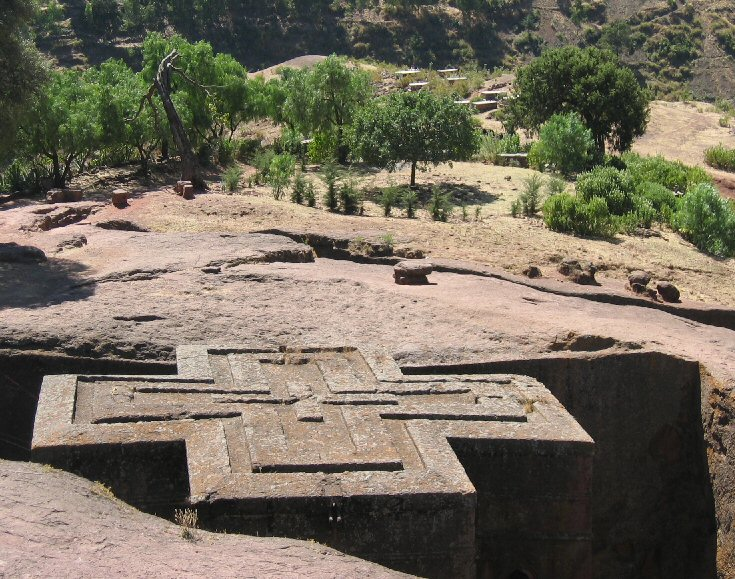
Église Saint-Georges à Lalibela.
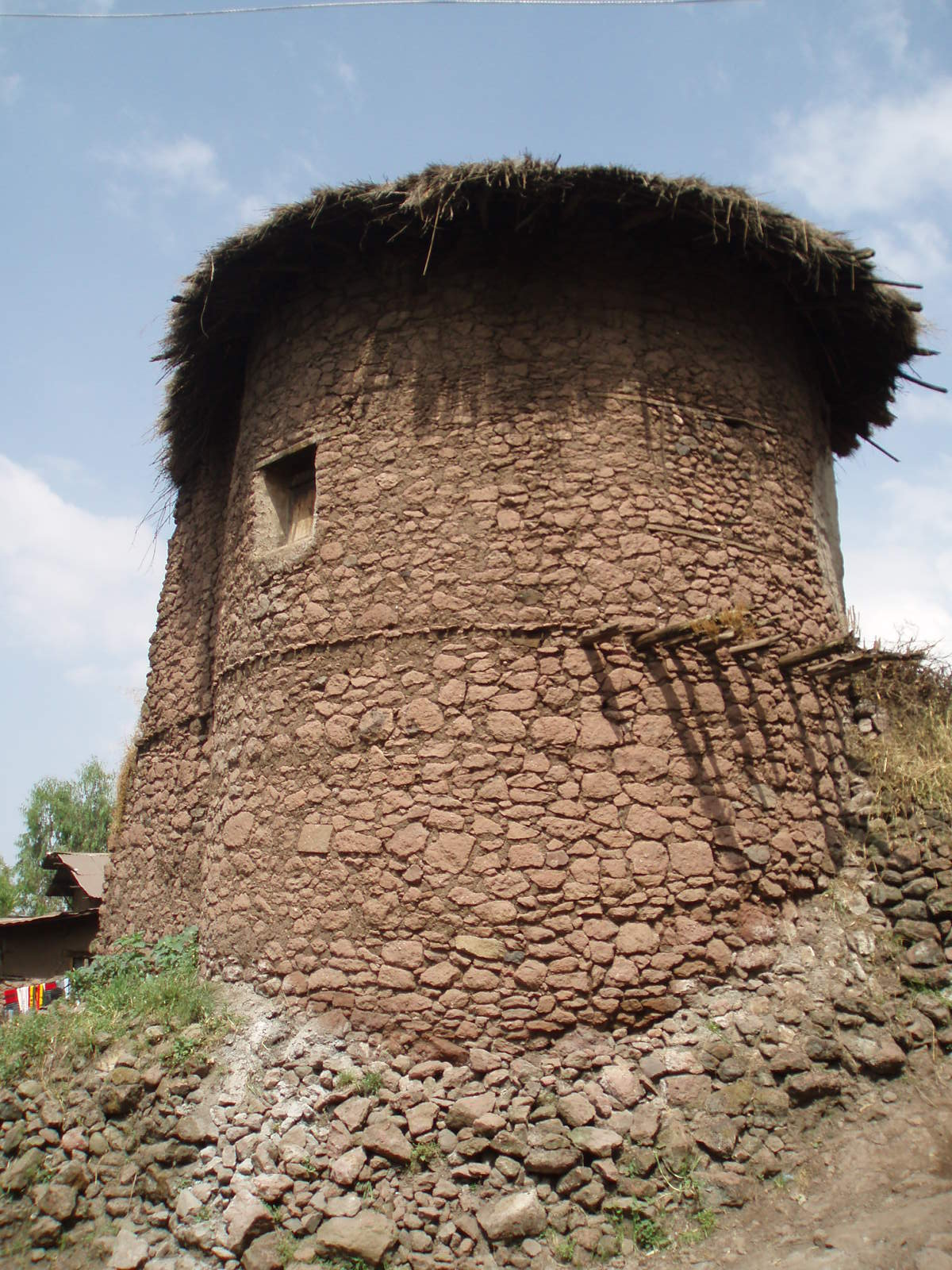
Maison ancienne (tukul) de Lalibela.